# 新羅

新羅国
新羅國

三国時代後半の576年頃の半島

1. 
2. 
3. 

新羅（しらぎ/しんら、シルラ、前57年 - 935年）は、古代の朝鮮半島南東部にあった国家。当初は「斯蘆」（しろ、サロ）と称していたが、503年に「新羅」を正式な国号とした。朝鮮半島北部の高句麗、半島南西部の百済との並立時代を経て、7世紀中頃までに朝鮮半島中部以南をほぼ統一し、高麗、李氏朝鮮と続くその後の半島国家の祖形となった。内乱や飢饉で国力を弱体化させ、高麗に降伏して滅亡した。
朝鮮の歴史区分では、新羅、高句麗、百済の3か国が鼎立した7世紀中盤までの時代を三国時代、新羅が朝鮮半島唯一の国家であった時代（668年-900年）を統一新羅時代、新羅から後高句麗と後百済が分裂した10世紀の時代を後三国時代という。ただし1970年代以降の韓国では、渤海を朝鮮民族の歴史に組み込む意図（朝鮮の歴史観）から、統一新羅時代を南北国時代と称しているので注意が必要である。

## 概要
『三国史記』新羅本紀は、辰韓の斯蘆国の時代から一貫した新羅の歴史として記述されている。しかしながら、史実として確実性が高いのは4世紀の第17代奈勿王以降であり、それ以前の個々の記事は伝説的な要素が強く、史実性は低いと考えられている。
6世紀中頃、新羅は朝鮮半島中南部に存在した加羅諸国を滅亡させ、その支配下に組み入れた。7世紀には、唐が660年に百済を、668年に高句麗を滅亡させる過程において、新羅は唐軍の指揮下で軍事的に協力した（羈縻支配）。その後、唐が吐蕃との戦いを開始すると、新羅は反旗を翻し、旧百済領の全域と旧高句麗の南半分を統治していた唐の役所を襲撃して官員を殺害した（唐・新羅戦争）。これにより、新羅は朝鮮半島の中南部を統一することに成功した。首都は、概ね金城（現在の慶尚北道慶州市）に置かれていた。9世紀末になると、新羅の国力は衰退し、百済と高句麗の再興を目指す勢力が台頭し、後百済、後高句麗との三つ巴の抗争（後三国時代）へと移行した。最終的に、新羅は後高句麗から興った高麗に帰順し、その歴史を終えた。
新羅の歴史は、『三国史記』新羅本紀・敬順王紀の記述に基づき、以下のように三つの時代に分類される。始祖から第28代真徳女王の末年（654年）までを上代、第29代武烈王（金春秋）の即位から第36代恵恭王の末年（780年）までを中代、そして第37代宣徳王から滅亡までを下代とする。

## 呼称
当初、「斯蘆」という文字が表す地名の発音は、現代日本語においては「しろ」、現代朝鮮語においては「サロ」とされている。しかしながら、漢字の上古音においては「シラ」と発音されていたことが指摘されている。
日本語においては、「新羅」という表記を習慣的に「しらぎ」と読むことが一般的である。しかし、奈良時代に至るまでは「しらき」という清音で発音されていた。その証拠として、『万葉集』に「新羅奇（しらき）」、『出雲国風土記』に「志羅紀（しらき）」という表記が見られ、これらの訓はいずれも清音を示している。
この「しらき」という清音の呼称は、元来「新羅城」を意味するものであったという説が存在する。この説によれば、新羅の主要な邑を指す用語が、時代を経て国全体を指す名称へと変化した可能性が示唆される。

## 歴史

### 起源と神話
新羅の前身は朝鮮半島南東部にあった辰韓十二国のうちの1つ、斯蘆国である。文献史料からは正確な建国の時期については明確にわからない。『三国史記』「新羅本紀」冒頭の記述に従うと、新羅の建国は前漢孝宣帝の五鳳元年、甲子の年であり、西暦に直すと紀元前57年となる。これはいわゆる古代朝鮮の3国（高句麗・百済・新羅）の中で最も早い建国であるが、末松保和らの研究によって後世に造作されたものであることが明らかにされている。初期の時代における『三国史記』「新羅本紀」の記載は伝説的色彩が強いが、韓国の学界においては20世紀半ば頃にはこれを史実とする見解が出され、有効な学説の一つとなっている。20世紀後半以降、この新羅の伝承は紀年の修正はされているものの事実が反映されたものであるとし、建国年を3世紀前半まで引き下げる説などが提出されている。しかし、これらは具体的な論拠を欠き説得力に乏しいと評される。
中国史料では、高句麗、百済、新羅の順に登場する。『三国史記』において高句麗の建国よりも新羅の建国が早く設定されたのは、著者の金富軾が、慶州出身で新羅王家の一族だったためであると考えられる。金富軾は、新羅王家の一族だったが、高麗王家に仕えて、平壌が高麗から独立した反乱を鎮圧して武勲を上げた人物であった。
『三国史記』が伝える建国神話によれば、慶州盆地に6つの村（閼川楊山、突山高墟、觜山珍支、茂山大樹、金山加利、明活山高耶）があり、その六村が卵から生まれた赫居世を王に推戴したのが新羅の始まりであるという。
新羅の建国神話は他の朝鮮諸国と比較して特異であり、三姓の王の交代という形をとる。即ち初代赫居世に始まる朴氏、第4代脱解に始まる昔氏、第13代味鄒に始まる金氏（始祖は味鄒より数代前の閼智とされる）である。その内容の伝説的色彩が強いことや、実際に新羅で姓が使われ始めるのが6世紀に入ってからである点などから、これらの神話は基本的に史実としては扱われない。しかし三姓がそれぞれに異なる由来を語り、6つの村（後の新羅六部の前身とも考えられる）が関わる独特の建国神話は、新羅王権の成立過程の複雑な様相を反映したものであるかもしれない。

#### 朴氏の始祖説話
朴氏の初代とされているのは赫居世（赫居世居西干）である。辰韓の六村の長の一人が、蘿井（慶州市塔里面に比定される）の林で馬の嘶くのが聞こえたので近寄ったところ、馬が消えて大きな卵があった。卵を割ると中から幼児が出てきて育て上げたが、10歳を越えた頃、彼の出生が神秘的であったことから六村の人たちは彼を王位につけた。卵が瓠（ひさご）ほどの大きさであったため、辰韓の語で瓠を表す「朴」を姓として名乗った。赫居世は紀元前57年に13歳で王位（辰韓の語で王者を表す居西干と称された）に就き、国号を徐那伐とした。また、閼英井（南山の北西麓の羅井に比定される）に龍（娑蘇夫人）が現れ、その左脇（『三国史記』では右脇）から生まれた幼女が長じ、容姿端麗にして人徳を備えていたので赫居世は彼女（閼英夫人）を王妃に迎えた。人々は赫居世と閼英夫人とを二聖と称した。なお、日本側伝承では新羅の祖は鵜葺草葺不合命の子で神武東征に従った稲飯命だとされている。また、『三国遺事』には赫居世と閼英夫人はともに中国から辰韓に渡来した中国の王室の娘娑蘇夫人の子であるとする伝承が伝えられており、『三国史記』敬順王条末尾では編者金富軾が中国の接待官から類似の話を聞いた記録が残されている。だが、これは中国発の伝説なので高麗以前の古代朝鮮の歴史書にはない情報である。また、赫居世の臣下には倭国から来たとされる瓠公がおり、辰韓が属国であると主張する馬韓王に対峙させたという説話があるが、瓠公こそが
赫居世だとする見方もある。

#### 昔氏の始祖説話
昔氏初代は脱解（第4代脱解尼師今）である。『三国史記』によれば、倭国東北一千里のところにある多婆那国（日本の丹後、但馬）の王妃が妊娠ののち7年たって大きな卵を生んだが、多婆那王は不吉であるとして卵を捨てるように命じた。王妃は捨てるに忍びず、絹の布で卵を包み、宝物と共に箱に入れて海に流した。その後金官国に流れ着いたが、金官国の人々は警戒してこれをとりあげなかった。次いで辰韓の阿珍浦に流れ着き、そこに住んでいた老婆が箱を拾って開けると、中から一人の男の子が出てきたので、育てることにした。男の子は成長するに従い身長九尺にもなり神の如き風格を備えた。姓氏がわからなかったので、ある人が、箱が流れ着いたときに鵲（カササギ）がそばにいたので、鵲の字を略して「昔」を姓とし、箱を開いて生まれ出てきたことから「脱解」と名付けるのが良いとした。学問を身に着けた脱解は倭人の宰相であった瓠公の邸宅を見て吉兆の地であると判断し、相手を騙して土地を取り上げた。これが後の新羅の拠点である月城になった。新羅の第2代王南解は脱解が賢者であるのを見て娘（阿孝夫人）を与え、第3代の儒理王は死に際して脱解に後事を託した。こうして脱解が王となった。

#### 金氏の始祖説話
金氏始祖とされている金閼智は第13代味鄒（味鄒尼師今）の7世祖であるとされる。脱解の治世に、首都金城の西方の始林の地で鶏の鳴き声を聞こえたので、夜明けになって倭人の瓠公に調べさせたところ、金色の小箱が木の枝に引っかかっていた。その木の下で白い鶏が鳴いていた。報告を受けた脱解が役人に小箱を回収させ開かせると、中から小さな男の子が現れた。容姿が優れていたので脱解は喜んでこれを育てた。長じて聡明であったので「閼智」（知恵者の意味）と名づけ、金の小箱に入っていたので「金」を姓とした。また、このことに合わせて始林の地を鶏林と改名した。後に金氏が新羅王となると、その始祖である閼智にちなんで国号も鶏林とした。

### 新羅の登場と時代区分
以下本節の月日はすべて旧暦、年は当該旧暦年を西暦に単純置換したものである。
新羅が実際に外国史料にあらわれるのは『三国史記』で物語るよりも後の時代であり、文献史料で確認できる新羅の初出記事は、『資治通鑑』巻104・太元2（377年）年条にある、高句麗とともに前秦に朝貢したという記事である。このことから、4世紀頃が国家形成における画期であったと見られ、文献史学的には概ね建国の時期として扱われる。考古学的には積石木槨墳という新たな墓制の登場をもって新羅の成立と見る。積石木槨墳は木槨の上に20から30センチの石を積み、その上をさらに土を盛った構造の墳墓であり円墳または複数の円墳が複合した双円墳、集合墳の形態を取る。また、新羅が「成立」した4世紀頃は、原三国時代に置いて文化的差異が曖昧であった弁韓と辰韓の考古学的遺物が明確に分化する時期でもあり、それまで小国の連合体がひしめき合っていた朝鮮半島島南部はこの頃から、おおよそ洛東江を境にして東側は新羅、西側は伽耶として異なる政治的・文化的な領域を明確に形成し始める。

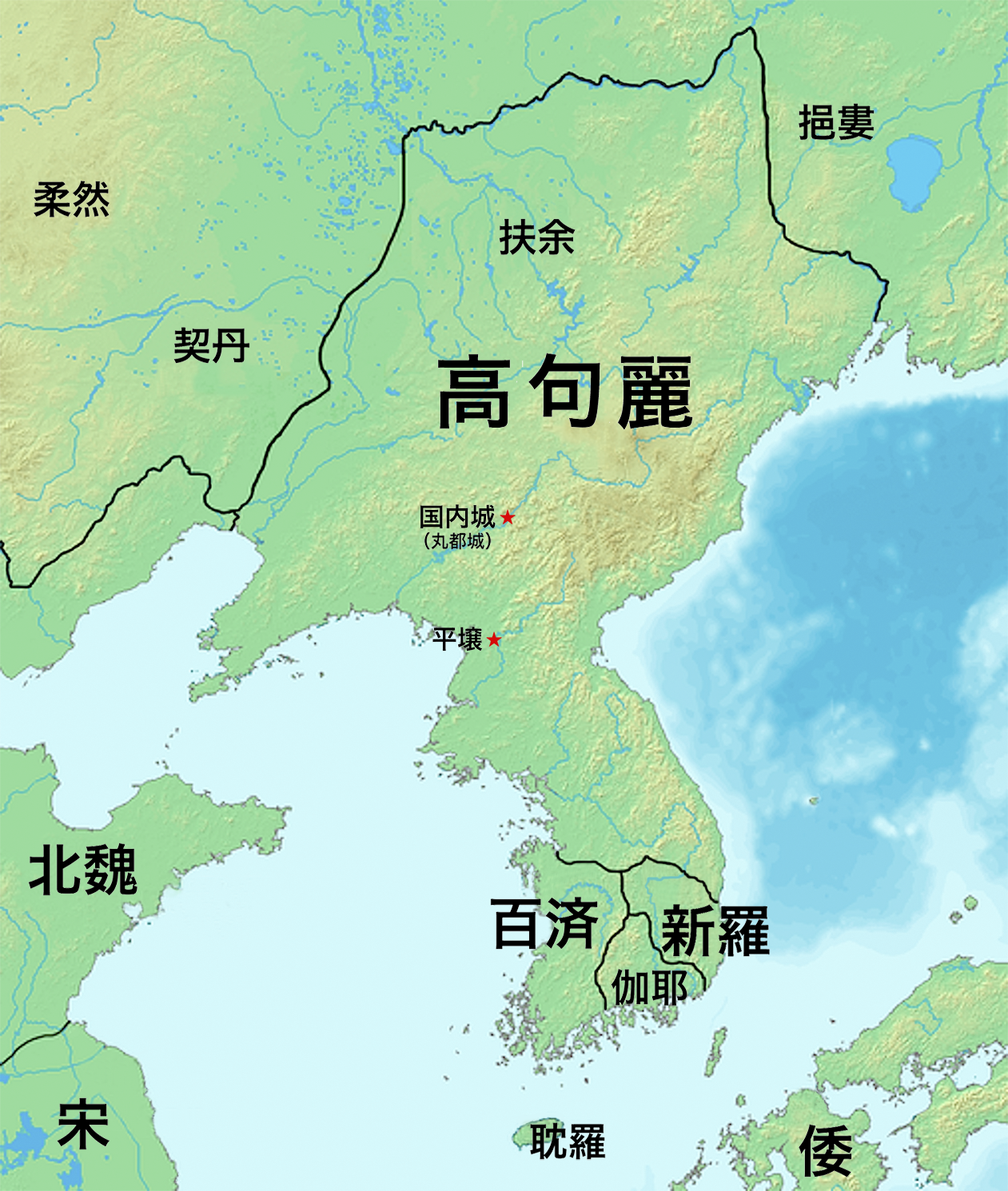
476年頃の朝鮮半島。

『三国史記』「新羅本紀」の記述に依れば、新羅人は始祖から真徳女王までを上代、武烈王から恵恭王までを中代、宣徳王から敬順王までを下代と呼んでいたという。現代の研究者による概説書は概ね新羅による統一以前と統一以後（統一新羅）で記述を分ける。

### 周辺諸国と新羅
377年の前秦への遣使が高句麗と共同で（高句麗の影響下で）行われたことに見られるように、新羅の登場は高句麗と密接にかかわっている。初期の新羅は高句麗に対し相当程度従属的な地位にあった。382年に新羅は再度単独で前秦への遣使を行っているが、これもその地理的条件から見て、高句麗の承認があって初めて可能であったものと考えられる。同時に新羅は建国初期から倭人の脅威にも晒されていた。『三国史記』「新羅本紀」は建国初期からたびたび倭人の侵入があり戦いを繰り返していたことを記録している。また、西隣の百済、それに同調する伽耶諸国とも対立しており、それらに対して倭が軍事支援を行っていたとも伝えられる。
4世紀末から5世紀にかけてこうした状況は『三国史記』や韓国で発見された中原高句麗碑などの発掘史料、そして何よりも広開土王碑など多くの史料によって良く示されている。広開土王碑は新羅を高句麗の属民として描くとともに、この時期に朝鮮半島で行われた大きな戦いを記録している。それによれば高句麗は古より百済を「属民」としていたが391年に倭が百済、新羅を「臣民」としたために出兵し倭軍を撃退した。その戦いの中、400年頃には新羅の王都が倭軍に占領されたために高句麗が新羅に出兵し、倭を撃退し「任那加羅」まで追ったという。この広開土王碑文の解釈を巡っては様々な議論があるが、『三国史記』や『日本書紀』にこれらと対応すると見られる記録として、新羅が高句麗と倭の両方に王子宝海（卜好）と美海（未斯欣）を人質として送ったことが伝えられる。また、中原高句麗碑は高句麗が新羅領内で人夫を徴発していたことを記録している。同碑文は高句麗王と新羅寐錦（王）の関係を兄弟に擬制し、高句麗王を兄とした明確な上下関係を表現している。
新羅が国力を増し、高句麗からの自立を図るようになるのは5世紀の半ば頃からである。450年、新羅が高句麗の辺将を殺害するという事件が起きた。これによって高句麗が新羅征討を計画したが、新羅が謝罪したため一旦問題は収まった。しかし、454年には高句麗が新羅領に侵入して戦闘となり、翌年には高句麗と百済の戦いで百済へ援軍を送るなど新羅は次第に高句麗に対する自立姿勢を明確にしていった。

### 新羅の発展
5世紀末頃から新羅は国力の増強に向けて改革を継続し、大きな飛躍を遂げた。5世紀末、新羅は慶州盆地の丘陵に月城と呼ばれる王城を築いた。この盆地には喙部、沙喙部、牟梁部、本彼部、習比部、漢岐部と称する6地域（新羅六部）があり、それぞれ自律的な政治集団を形成しつつ、対外的には王京人として結束するという連合体を形成した。特に喙部、沙喙部は突出して大きな力を持っていた。西暦500年に即位した智証麻立干（在位：500年-514年）は、それまで不定であった国号を正式に新羅とし、王号を旧来の麻立干から王へと変更したとされる。この時代に王という称号が使用されたことは503年の日付を持つ『迎日冷水碑』で智証（本文では至都蘆、智証の異表記）が「葛文王」を称していることや、524年の日付を持つ『蔚珍鳳坪碑』において法興王（在位：514年-540年）が「寐錦王」と称していることから確認できる。新羅史を上古、中古、下古の三期に区分する『三国遺事』は智証王の時代を画期と見なし、上古と中古の境界とする。ただし、この時代の新羅王権が政治的連合体としての性格を強く持っていたこともこれらの碑文からうかがわれる。『迎日冷水碑』は有力者の資産問題に関する裁定を下したことを記録した碑文であるが、その中で裁定を下した集団のメンバーは「七王」と呼ばれており、全員が王とされていた。
智証王の跡を継いだ法興王は更なる改革を続け、520年に「律令」を発布し、独自の官位制を整えた。さらに140年ぶりとなる中国（南朝、梁）への遣使を行い、522年には大伽耶（高霊）と婚姻を結ぶなど、周辺地域への対外活動を活発化させ、532年に伽耶地方の金官国を降伏させて併呑し、さらに536年には独自の年号である「建元」を制定した。また、彼は527年、仏教を導入し、新羅における仏教の端緒を開いたという。「法を興す」という彼の名はこの業績にちなんでおり、この王は廃仏派の群臣たちと対峙して処刑された異次頓、伝説的な僧侶阿道とともに新羅仏教の三聖人に数えられている。こうして新羅の国家体制の整備と勢力拡大に大きな功績を残した法興王であるが、先に述べた『蔚珍鳳坪碑』では犯罪者に杖刑を裁定する際の裁定者としてやはり「牟即智（法興）/寐錦王」と「従夫智/葛文王」が登場しており、複数の「王」が併存する体制が継続していたことが確認できる。こうした体制は『三国史記』などの記録には無く同時代史料によって確認できるものである。
こうした国制の整備を経て、6世紀中頃には急激な領域拡大が可能となった。真興王（在位：540年-576年）の時代、新羅は高句麗と争い、551年に小白山脈を超えて高句麗の10郡を奪った。さらに翌552年には高句麗と百済の争いの中で漁夫の利を得る形で漢城（現：ソウル）を手中に収めて「新州」を置き、朝鮮半島の西海岸に勢力を伸ばした。漢城は元々百済の首都であったが、475年に高句麗によって奪われた都市であり、新羅の行動は百済との関係悪化を招いた。しかし553年、百済の聖王が率いる軍勢を新羅軍が撃破し、聖王を戦死させたことで漢城周辺の確保は確定した。562年には伽耶地方の大伽耶を滅ぼして占領し、洛東江下流域の伽耶諸国が新羅の支配下に入った。この時代、領土の拡大に伴い地方統治組織が整備される一方で、王都では仏教の隆盛とともに寺院建築、仏教儀礼が盛んとなり、花郎と呼ばれる貴人の私邸をリーダーとする青年組織が制度化されるなど、新羅国家の制度的な基礎が整っていった。
この国力増強を背景として、564年に北斉に朝貢し、その翌年「使持節東夷校尉楽浪郡公」に冊立された。次いで568年に南朝の陳にも朝貢した。こうした独力による南北両王朝との外交関係の構築は新羅が高句麗や百済と並んで東アジアの中で確固たる地位を確保したことを象徴するものであった。こうした新羅の拡張と中国王朝との関係構築は、その両者によって挟まれる高句麗に脅威を与え、高句麗が570年に始めて倭国に使者を送って外交関係の構築を模索するなど、国際関係の変化をもたらした。

### 中国の発展と三国時代の終焉
589年、隋が中国を統一し、数世紀にわたる中国の南北朝時代が終わった。高句麗と百済、そしてやや遅れて新羅が隋に朝貢し、朝鮮三国を包含する隋を中心とした国際秩序が形成されたことで、朝鮮半島における安全保障上の環境が激変した。とりわけ隋と国境を接する高句麗はその軍事的圧力を強く受け、度重なる隋の侵攻を受けるようになる。しかし隋の高句麗遠征は失敗に終わり、これも一因となって王朝は倒れ618年に新たに唐が興った。新羅はすぐに、高句麗、百済と同じように唐から冊封を受けた。各国は互いの国を非難しあい、新羅も百済と高句麗が連年攻め込んできていることを訴えて唐の歓心を得ようとした。唐は当初三国の和解を促しつつ情勢の安定化を試みたが、やがて640年代に入ると隋代に失敗した高句麗への遠征を再び繰り返すようになった。
こうした事態に対応して、各国で権力の集中と国家体制の整備が進むようになった。高句麗では642年に淵蓋蘇文がクーデターを起こして実権を握り、唐の侵攻に備えた。一方百済では義慈王（在位：641年-660年）が即位し、高句麗のクーデターと同じ642年に新羅に侵攻した。新羅は大きな敗北を喫し、伽耶地方を中心に40城余りを失い、さらに大耶城（慶尚南道陜川郡）の失陥の際には城主が妻子もろとも殺害された。この城主の妻は新羅の王族金春秋の娘であり、この事件は新羅の政界に大きな衝撃を与えた。新羅では一連の敗北を「大耶城の役」と呼び、城主一家の死にこだわり続けることになる。翌年には高句麗と百済が和睦を結び、さらに倭国とも連携する動きも生じて新羅は国際的に孤立することとなった。敗戦の後、新羅では王位にあった善徳女王、金春秋、そして旧金官国の王族に連なる金庾信が結束して新たな指導体制を敷き始めた。これらのことから642年は最終的に676年の新羅による朝鮮半島統一に帰着する東アジアの大変動が始まる画期となったと評される。
高句麗と百済からの圧迫を受けて、新羅は643年に唐に救援を求めたが、このときに唐からの救援は得られず、逆に女王を退けて唐の皇族を新羅王に据えることを要求された。このことが契機となって、新羅国内では親唐派と反唐派の対立を生じ、上大等の毗曇が女王の廃位を求めて反乱を起こした。ほぼ同じ頃に善徳女王が急死した。毗曇の反乱は結局半月程度で鎮圧され、その後金春秋（後に武烈王となる）は新たに真徳女王を立てて唐との関係構築を模索した。金春秋は中国の律令制度を取り入れる改革を始め、650年にはそれまで新羅独自で用いていた年号（太和）を廃止し、唐の年号を用いるなどして、唐との連携を強めていった。
新羅は655年にも高句麗と百済から攻撃を受け、唐に救援と出兵を依頼した。唐は658年から高句麗遠征を行ったが、隋代と同じく度重なる失敗に終わった。このため唐は高句麗を征服するにあたってまず百済を先に攻略することを決定し、660年に海路から百済を攻撃した。新羅もこれに呼応して百済に出兵し、百済の将軍堦白を撃破した。百済の首都泗沘が唐によって攻略され、最後の拠点熊津も攻撃を受けて百済は滅亡した。百済の遺臣は倭国や高句麗の支援を頼みに反乱を起こしたが、倭国から派遣された援軍が663年に白村江の戦いで大敗し、百済復興も失敗した。南北から高句麗を包囲した唐は百済遺臣の反乱を鎮圧する前から高句麗への攻撃を行ったが、これも失敗に終わった。しかし、高句麗の実質的な支配者淵蓋蘇文が666年に死去すると、その息子たちの間で不和が生じ、これに乗じた唐は667年に更なる高句麗遠征を開始した。新羅の文武王（在位：661年-681年）は唐に呼応して30人の将軍と共に高句麗に攻め入った。
668年に唐軍が高句麗の首都平壌を陥落させ、高句麗は滅亡した。唐軍は20万とされる捕虜を連れ帰り、新羅軍もまた7000人の捕虜を得て王都へと戻り先祖廟に高句麗と百済の滅亡を報告した。

### 唐の排除と渤海の台頭
唐は一連の征服に伴い、旧百済領に熊津都督府を、旧高句麗領に安東都護府を設置して羈縻州として組み込むと共に、新羅の文武王を鶏林大都督として朝鮮半島全域を支配下に置くことを目論んだ。唐の脅威に対抗すべく、新羅は高句麗最後の王である宝蔵王（在位：642年-668年）の外孫とされる安勝を「高句麗王」（後に「報徳王」）に封じて庇護下に置き、「高句麗の使者」を倭国に朝貢させた。以後しばらくの間、新羅の使者が帯同して高句麗使が倭国へ送られた。これは新羅が高句麗を保護下に置いていることを外交的に示威する行為であり、「報徳王」の冊立とともに、新羅王権の正統性を内外に示し、唐が設置した安東都護府に対抗する姿勢を明らかにするものであった。
また、新羅は旧百済領の一部を事実上併呑していたが、唐は百済故地に置いた熊津都督府の都督に旧百済王族の扶余隆を据え、新羅王と会盟を行わせ、制圧した城や遺民の返還を要求した。新羅は謝罪使を派遣し、朝鮮半島全体を羈縻州とする唐の論理を逆手にとって「百済と新羅は共に唐の羈縻州であり境界をわかつべきではない」と主張して自らの行動を正当化した。その後、670年にも軍事行動を起こして旧百済領に侵攻し、672年に2度目の謝罪使を派遣するなど、侵攻と謝罪を繰り返しつつ勢力を扶植した。これに対し唐は674年に新羅征討軍を起こし、翌675年に新羅は3度目の謝罪使を派遣したが唐皇帝高宗（在位：649年-683年）の逆鱗に触れ、文武王の官職剥奪の問題にまで進展した。新羅は謝罪外交と並行して更なる軍事的処置を取り、676年には伎伐浦で唐軍を破って事実上旧百済領全域の支配を掌握することに成功した。この事態に、唐は同年中に熊津都督府を遼東の建安城に、安東都督府も遼東城に後退させた。唐はなお新羅征討を計画したが、チベットの吐蕃の勢力拡張によって朝鮮半島に兵力を回す余裕がなくなり、678年に新羅征討を断念した。こうして新羅は朝鮮半島中部以南から唐の勢力を排除し、またこれによって存在意義を失った安勝の高句麗亡命政権も684年に取り潰した。
旧高句麗領には新たに旧高句麗遺民や靺鞨などが中心となって渤海が興った（698年）。渤海は唐の退潮による東北アジアの権力の空白を埋める形で現在の中国東北地方（満洲）南部、朝鮮半島北部、ロシア沿海州に相当する地域に勢力を広げた。8世紀には黒水部に対する渤海の勢力拡張を巡る紛争から唐と渤海の対立が深まり、732年に渤海が唐の登州（現：山東省蓬莱市）を襲撃して武力衝突に発展した。唐は新羅に渤海攻撃を要請し、新羅はこれを受け入れた。新羅による攻撃はほとんど戦果がなかったが、唐と新羅の関係は改善し、翌年に新羅は渤海攻撃の功績によって浿江以南の地を冊封された。一方の渤海は、8世紀後半の文王の頃にはかつての高句麗の後継者であることを意識して「高麗国王」をなのるようになった。共に国力を増強していた新羅と渤海の間では緊張が高まり、このことが両国の対唐・対日本関係にも影響を及ぼした。

### 統一新羅
朝鮮半島中南部以南の統一に合わせ、文武王および次の神文王（在位：681年-692年）の時代には官僚機構の整備、拡大した領土の統合体制の構築が進められた。文武王は679年に首都月城の王宮を修築し、付近に築いた苑地（月池、現在の雁鴨池）に東宮を建造した（臨海殿）。王宮周辺には坊里制がしかれ、方形の区画で区切って上流階級の邸宅・寺院が建設されるようになった。官僚機構の整備も進められ、神文王代までに上級の13の官庁と下部機構からなる行政機構が整えられ、682年には官吏の養成機関として国学が創設された。
統合された領土は元々の新羅の支配地、旧高句麗領、旧百済領がそれぞれ3州ずつ、全体で9つの州（九州）に区分けされ、それぞれの州はさらに州・郡・県に分けられて地方統治体制が整備された。元々の新羅の領土が朝鮮半島南東部に位置していたため王都慶州が地理的に偏った位置となったため、五小京（北原京〈原州〉、中原京〈忠州〉、西原京〈清州〉、南原京〈南原〉、金官京〈金海〉）が置かれた。九州の州治や五小京の一部は王都と同じく碁盤目状の都市整備が行われた。
軍制の整備も進められ、九誓幢（9つの軍団）が首都におかれた。これは新羅人の軍団が3つ、高句麗人の軍団が3つ、百済人の軍団が2つ、そして靺鞨人の軍団が1つからなる歩騎混成軍であり、これとは別に各地に十停とよばれる騎兵軍が置かれた。
地方の田地を国家が直接支配することを目指して、旧来の食邑（貴族や豪族が支配することを王朝から認められている土地）の縮小が進められ、689年には禄邑（下級官僚の共同所有地）の廃止が行われた。そして食邑に変わって職田（畑）が与えられ、禄邑にかわって祖米を支給することとされた。このような新羅のいわゆる律令制の整備は実態がよくわかっていないが、食邑や禄邑の廃止は強い抵抗にあったものと見られ、その実施は不徹底であったかもしれない。
景徳王（在位：742年-前765年）時代には唐との外交関係も安定し国力が増した。この頃には唐の制度・文化の積極的な移入が試みられ、全国の地名を唐式に改め、官庁・官名も唐式に改名された。また、仏国寺や石仏寺などの仏教寺院が建立され、当時作られた石仏などは新羅仏教文化を代表するものとなっている。

#### 社会の変容と王権の弱体化
恵恭王（在位：765年-780年）の時代に入ると767年の大恭・大廉の兄弟の大規模な反乱を始めとして内乱が相次ぎ、政治的混乱の中で恵恭王は776年正月に教書を出し、律令体制を強固に推進した景徳王が唐風に改名した百官の名称を旧来のものに戻した。
最終的に780年に恵恭王は王妃とともに殺害された。以降、反乱と簒奪が常態化し滅亡に至るまで王位は不安定なものとなった。『三国史記』ではこの恵恭王殺害以降の衰退の時代を「下代」と呼んでいる。
恵恭王に代わって王位に就いた宣徳王は、782年閏正月、唐に対して朝貢を行った。勢力を強めている渤海に備え、北方面の守備に努め、781年7月には浿江（大同江）以南の地に使者を送って安撫し、また782年2月には漢山州（京畿道広州市）の住民を浿江鎮（黄海北道平山郡または金川郡）へ移住させている。在位6年目の785年正月になってようやく唐の徳宗から＜検校太尉・鶏林州刺史・寧海軍使・新羅王＞に冊封されたが、病に倒れてそのまま正月13日に死去した。
続く元聖王は、即位後直ち（785年2月）に自祖先への追封を行い、五廟を再整備した。788年には官吏登用の制度として、科挙に類似する「読書三品」を定めたように、儒教的・律令体制的な政策を打ち出した。また、度々の天災により民が餓えることがあったが、律令体制の下で貢納された租粟を振舞って民の救済を行っている。恵恭王の末年以来の政治的混乱の収拾に努めたが、こうした天災が続いたこともあって、788年秋には国の西部で盗賊が現われ、791年には元の侍中の悌恭が反乱を起こして誅殺されるなど、安定はしなかった。
唐に対しては786年に使者を派遣して貢納し、徳宗からは新羅の長年の忠勤を慰撫する詔書をいただいている。また、宣徳王に与えられた官爵〈検校太尉・鶏林州刺史・寧海軍使・新羅王〉をそのまま引き継いだ。

#### 哀荘王の時代

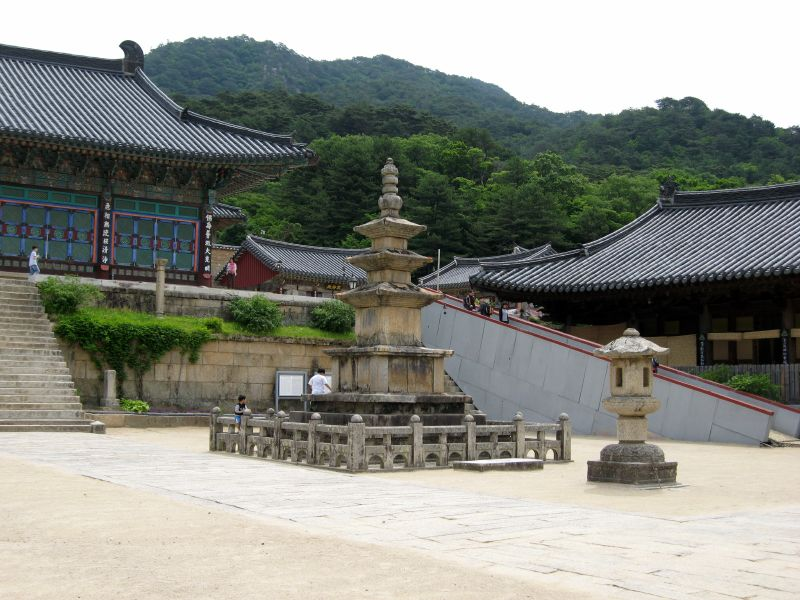
海印寺

第40代の王哀荘王の時代（在位 : 800年 - 809年）の801年10月には、耽羅国（済州島）からの朝貢を受けた。耽羅国は文武王19年（679年）に新羅に隷属していたが、後に独立していた。
802年には順応・利貞らの高僧に命じて伽耶山に海印寺（慶尚南道陜川郡伽耶面）を創建させた。
803年には日本とも国交が再開されたが、両国の交渉について『三国史記』新羅本紀が哀荘王の4年（803年）7月「国交を開き通好した」、5年（804年）5月「日本から黄金三百両が進上された」、7年（806年）3月「日本からの使者を朝元殿で引見した」、9年（808年）2月「日本国の使者を厚くもてなした」という4例を伝えるのに対し、『日本後紀』では延暦23年（804年）9月己丑条で「大伴宿禰岑万里を新羅に遣わした」の1例を伝えるのみである。
805年、唐で順宗が即位し、先王の昭聖王への哀悼の使者が送られ、哀荘王も新たに冊封されて＜開府儀同三司・検校太尉・使持節大都督・鶏林州諸軍事・鶏林州刺史・兼持節充寧海軍使・上柱国・新羅王＞へと官爵を進められた。唐には朝貢及び、冊命の謝恩使の派遣を行う。
809年7月、摂政の金彦昇（後の憲徳王）が伊飡（2等官）の悌邕（ていよう）とともに反乱を起こし、哀荘王は弟の体明侍衛とともに殺害された。『三国遺事』王暦に拠れば、元和4年（809年）7月19日に王の叔父の憲徳・興徳の2人によって殺害された、としている。

#### 憲徳王の時代
憲徳王は即位するとただちに唐に使者を派遣して先代の哀荘王の死を伝え、唐の憲宗からは〈開府儀同三司・検校太尉・使持節大都督・鶏林州諸軍事・兼持節充寧海軍使・上柱国・新羅王〉に冊封された。唐に対しては810年10月に王子金憲章を送って金銀製の仏像などを献上したほか、定期的に朝貢を行った。また、819年7月には唐の鄆州（山東省済寧市）で李師道が反乱を起こすと、兵馬を徴発する憲宗の詔勅に応えて将軍金雄元ら3万の援軍兵を派遣している。
812年9月には渤海へも使者を派遣して動向をうかがっていたが、宣王大仁秀が即位するに及んで緊張を増し、後に826年7月には漢山州（京畿道広州市）以北の州・郡から1万人を徴発して浿江（大同江）沿いに300里の長城を築いて、渤海の南下を食い止める備えとした。

##### 飢饉と地方豪族の反乱
一方、国内では度々災害が起こって民が餓える事態が発生した。租を免じたり穀倉を開いたが、816年には浙江省東部へ流入した民が170人にものぼった。
この時代には、地方の村主や王都から地方に飛び出した王位継承に敗れた王族や官僚らが軍事力を背景に勢力を伸ばし、新興の豪族として勃興した。そして、地方で頻繁に反乱を起こす。819年3月には各地の賊徒がいっせいに蜂起したが、諸州の都督や太守に命じて鎮圧される。しかしこうした地方勢力を王権のもとに確実に掌握できていたわけではなく、首都慶州中心主義的な政治に対して地方勢力は反感を持ちながらも、団結して対抗するための中心を求めていた。

#### 金憲昌・梵文の反乱
822年3月、武珍州（全羅南道、光州広域市）・菁州（慶尚南道晋州市）・熊川州（忠清南道公州市）の都督職を歴任した金憲昌が反乱を起こし、熊津（公州市）を都として長安国と号すると、その支配領域は武珍州・菁州・熊川州・完山州（全羅北道全州市）・沙伐州（慶尚北道尚州市）の五州及び国原（忠清北道忠州市）・西原（忠清北道清州市）・金官（慶尚南道金海市）の三小京に及んだように、旧百済の領域を中心として国土の大半が金憲昌を支持し、王権に対抗する姿勢を見せることとなった。金憲昌の反乱は1ヶ月ほどで鎮圧されたが、乱の鎮圧に活躍した討伐軍は貴族の私兵と花郎集団であり、律令体制の下での兵制は有名無実化していることが露見した。
825年1月には金憲昌の子の金梵文が高達山（京畿道驪州郡）を根拠として反乱を起こしたが、これは北漢山州（京畿道広州市）の都督によって鎮圧された。
これらの反乱の平定の論考功賞においては、反乱をいち早く王都に知らせた者を重視する王都中心主義が強く見え、また反乱に加担しなかった地方には7年間の租税を免除するなどしており、地方行政を疎かにするだけではなく、王権の地方への関与を放棄して地方の自治を公認するかのような政策に堕したと見られている。
826年10月に憲徳王は死去した。

#### 興徳王の時代
第42代の王興徳王は、唐の文宗からは、〈開府儀同三司・検校太尉・使持節大都督・鶏林州諸軍事・兼持節充寧海軍使・新羅王〉に冊封されて以降、唐への朝貢を続けて文物の招来に努め、827年に唐に入った旧高句麗系の僧の丘徳は経典を持ち帰った。また、828年に帰国した金大廉が茶を持ち帰り、新羅での喫茶が盛んになった。827年に漢山州（京畿道広州市）瓢川県から速富の術（すぐに富貴になれる方法）という信仰が流行り出す。政府は教祖を遠島へ流刑とした。
832年の春夏の旱魃、7月の大雨で凶作となり、餓えた民衆が盗賊となって蜂起する。10月には各地に使者を派遣して慰撫に努めた。翌833年にも凶作で民が飢餓に苦しみ流行り病で多くの死者を出すと、834年10月には王自らが巡幸して民に穀物を分け与え、民心の安定を図ろうとした。同834年には、身分の上下に応じて色服・車騎・器物・家屋などの区別を厳然とさせて違反者には刑罰を用いるとする教書を発布して、奢侈を禁じるとともに王都の住民に対する身分序列を明確化させることとした。この教書の中で規定された身分序列は「真骨・六頭品・五頭品・四頭品・平人のそれぞれ男女」としており、7世紀中葉に成立していた王族を中心とする身分序列である「骨制度」（聖骨・真骨）に対して「頭品制度」とされる。これら骨制度・頭品制度をあわせて新羅の骨品制度という。

#### 張保皐の乱
張保皐のもとに集結した金祐徴らの一派は838年3月に軍事活動を起こし、祐徴派の金陽が武州（光州広域市）を下してさらに南原小京（全羅北道南原市）を陥落させた。12月になって金陽が武州鉄冶県（全羅南道羅州市）まで軍を進めたところで新羅王閔哀王は金敏周を派遣して迎撃したが、金陽軍の前に壊滅した。839年1月19日、金陽軍が達伐（大邱広域市）にまで及び、王は禁軍を用いて防戦に努めたがかなわず、兵の半数以上が戦死した。この敗戦を聞いた王の側近は皆逃げ出してしまい、王も殺害された。祐徴は王の儀礼を以て閔哀王の屍を埋葬し、また、古礼に則って即位式を執り行い、王位を継承し、神武王として即位した。しかし、神武王は病で同年、死す。その子文聖王は、政権交代に役のあった張保皐に官位を与えるが、張保皐は不満を持ち、846年、清海鎮（全羅南道莞島）で反乱を起こしたが、王軍は張保皐の暗殺に成功する。
しかしながら、これらの動揺は地域社会にも波及し、9世紀末には、農民の反乱や豪族の独立が頻発する。

#### 景文王
第48代の王景文王は、唐へ862年7月に使者を派遣して土産物を貢納した。864年4月に日本からも国使を迎えたとされるが、日本側の史書には対応する記事はない。865年4月には懿宗から＜開府儀同三司・検校太尉・使持節大都督・鶏林州諸軍事・上柱国・新羅王＞に冊封された。869年7月には王子の金胤らを唐に派遣し、馬二匹・砂金百両・銀二百両ほか、様々の進奉を行った。翌870年2月には沙飡（8等官）の金因を唐に宿衛させ、874年には僖宗からの宣諭使を受け、唐との交流は盛んになった。
しかし、866年10月には伊飡（2等官）の允興がその弟の叔興・季興とともに反逆を謀った。事前に発覚して允興らは岱山郡（慶尚北道星州郡）に逃走したが、捕縛されて斬刑に処され、一族が誅滅された。
867年5月には王都金城（慶尚北道慶州市）で疫病が流行り、同年8月には洪水が起こった。地方各地でも穀物が実らず、王は各地へ安撫の使者を派遣して慰問に努めた。868年1月には伊飡の金鋭・金鉉らが反乱を起こして誅殺された。870年には王都が地震・洪水に見舞われ、その冬には再び疫病が流行った。873年にも飢餓と疫病が起こり、王は民に穀物を与えて救済したが、政情は安定しなかった。さらに874年5月にも伊飡の近宗が反乱を起こして宮中まで至り、王は近衛兵を派遣して撃破し、逃れた近宗一味を捕らえて車裂きの刑にした。875年7月8日に景文王は死去。

#### 憲康王
憲康王の時代（在位：875年 - 886年）には、唐へ876年7月に朝貢を行い、878年4月には 僖宗から冊封された。同年7月に使者を送ろうとしたが、黄巣の乱の起こったことを聞き及んで使者の派遣は中止した。後に885年10月になって、黄巣の乱の平定されたことを祝賀する使者を唐に送った。
878年8月には日本からの使者を朝元殿で引見したこと、882年4月には日本国王が黄金300両と明珠10個とを進上する使者を派遣してきたことを『三国史記』新羅本紀は伝えているが、日本側の史料には対応する記事は見られない。869年に新羅の海賊船が博多を襲って以来、新羅と日本との間には緊張関係が生じており（新羅の入寇を参照）、『日本三代実録』元慶四年（880年）条によれば、新羅の賊が侵入するという情報を得た日本海沿岸の諸国は厳重な警戒態勢をとっていた。しかしその間にも、公私にわたる使者の往来はあったものと見られている。
『三国史記』新羅本紀には憲康王の時代は順調であったと記しているが、879年6月に一吉飡（7等官）の信弘が反乱を起こして誅殺された。

#### 真聖女王
新羅下代唯一の女王真聖女王は、三国史記によればもともと角干（官位）の魏弘と通じていたが、即位すると常に入内させて用いていた。間もなく魏弘が卒して後は少年美丈夫2〜3名を密かに引き入れて姦淫し、彼らに要職を授けて国政を委ねた。このため綱紀はおおいに弛緩した。この女王の治世には国内で反乱が続発し、後三国時代の幕開けとなる。治世11年の897年、女王は「盗賊蜂起、此れ孤の不徳なり」と宣言し、「太子」に譲位してしまう。この年12月女王は金城（慶州）の北宮で死去。

### 後三国時代

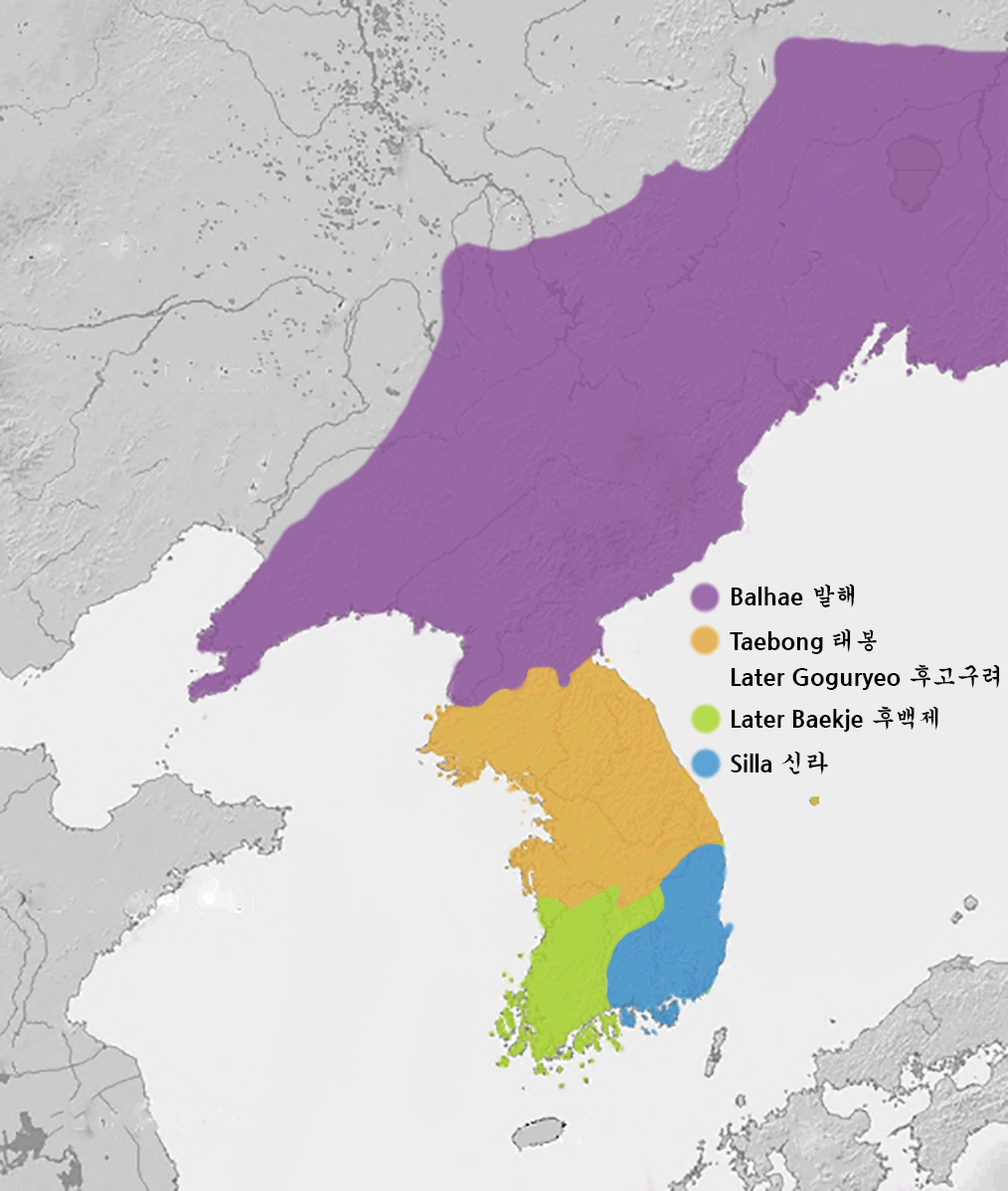
915年頃の新羅の版図（水色）

有力な勢力となった農民出身の甄萱が892年に南西部に後百済を、新羅王族の弓裔が901年に北部に後高句麗を建て、後三国時代に入る。新羅の孝恭王は、これに対抗する事ができず酒色におぼれ、新羅の領土は日増しに削られて行き新羅は滅亡の道をたどることになる。

#### 高麗の建国
後高句麗の武将であった王建は後百済との戦争で何度も勝利し、立派な人格で群臣たちの信望が厚かった。しかし弓裔には嫌われ、命を狙われそうなこともあった。弓裔は宮殿を再建したため、民衆の不満が高まった。また自分を弥勒菩薩と呼ばせて観心法で人の心を見ることができると言い、反対派を粛清した。王建は弓裔の暴政に対して政変を起こして弓裔を追放し918年に高麗を興した。
新羅の景明王は920年、王建と誼を通じて後百済に対抗したが、924年に亡くなった。次の景哀王は927年に宴会をしている最中、後百済の甄萱に奇襲を受け、殺された。その次の敬順王は甄萱により王位に就けられた。

#### 後百済の政変と新羅滅亡
以降、高麗と後百済の戦争が続いたが、935年、後百済の王の甄萱が四男に王位を継がせようとすると、長男の甄神剣（後百済の第2代王）が反乱を起こし、甄神剣は甄萱を寺院に監禁し、王位を奪った。甄萱は935年6月、後百済から逃げ出して高麗に亡命した。王建は甄萱を国賓として迎えた。同935年11月、新羅の敬順王が君臣を挙げて高麗に帰順した。これにより新羅は滅亡した。
その後、高麗は翌年の936年に後百済を滅亡させ、朝鮮半島は高麗によって統一された。

## 民族
紀元前後の朝鮮半島は元来、粛慎、挹婁、沃沮、濊、濊貊等、各諸民族の混在地域である。その後、秦の始皇帝の労役から逃亡してきた秦人によって移民国家である辰韓が建国される。
『魏志東夷伝』には、東アジアからも「陳勝などの蜂起、天下の叛秦、燕・斉・趙の民が数万口で、朝鮮に逃避した。」とあり、朝鮮半島は移民・渡来人の受け皿的役割を果たしていた。また隣国、百済・高句麗等の扶余系民族も国内に抱えていた。
『隋書』東夷伝によると、新羅は「その人には華夏（中国）、高句麗、百済のたぐいがまっじている」という。
百済・任那・加羅・新羅地域においては、倭人特有の前方後円墳等の居住跡が発見にされていることから一定数の倭人が同地に居住していたとされる。

## 王
歴代王については 朝鮮の君主一覧#新羅を参照。
上代では新羅の王族は姓が一定していない。初代赫居世（ヒョッコセ）居西干は朴、4代脱解（タレ）尼師今は昔、13代味鄒尼師今は金となっており、朴氏・昔氏・金氏の3姓の王系がそれぞれ始祖説話を持っている（詳細については既述）。13代金味鄒は金閼智の子孫とされているが、後になってこの金閼智の子孫を称する一族が金氏王統となり、統一新羅王朝に於ける唯一の王族となった。
三国史記では法興王の時代521年に中国南朝の梁に使を遣わした新羅王は、姓は募、名は秦と伝えられる。564年に北斉の鄴に使を遣わした新羅王は金真興であった。募という姓は慕韓とも書かれる馬韓のことで、新羅は532年に金官国の王である仇衡王（金仇亥）を降し、536年に初めて元号を立て建元元年とし、545年には初めての国史を編纂、554年には百済の聖王を管山の戦いで殺し、562年に加耶国を征服して任那を完全に併合した。
ただし、統一新羅王朝末期には、52代孝恭王に子がいなかったために朴景暉が推戴されて王位を継承（53代神徳王）し、その後55代景哀王までの3代は朴氏王統となる。なお、新羅最後の王（第56代）敬順王の姓は金氏であり、新羅は王位が金氏王統に戻ってから間も無く滅亡したことになる。
新羅の王（君主）を表す称号としては『三国史記』には居西干（コソガン）、次次雄（チャチャウン）、尼師今（イサグム）、麻立干（マリッカン）の固有語由来の表記が見られ、第22代の智証麻立干の代で王号を「王」に定め、諡の制度が始まったとされる。また、中原高句麗碑文や『日本書紀』には寐錦、蔚珍鳳坪碑文には寐錦王、迎日冷水碑文には葛文王、『太平御覧』で引用する『秦書』には楼寒（これについては麻立干に相当すると考えられる）などの表記が見られる。

## 六部
建国神話に現れる辰韓の六村はのちの新羅六部であり、王都金城（慶州市）に居住してそれぞれ自立的な政治的集団として存在していたが、王都外部に対しては王京人として結束して優位性を保ち続けた。新羅が周辺諸国を取り込んで領域を拡げていく過程で、これら六部の優位性を維持するために、元来は六部の内部的な身分制度が拡大していき、骨品制が成立したものと考えられている。六部の名には高句麗の五部と類似したものがみられる。六部の勢力は均等でなく、強大なものもあれば弱小で他の部に付属する程度のものもあった。また六部のうち三部はそれぞれ神話上の3つの王家（朴氏・昔氏・金氏）と関係が深い。第3代の儒理尼師今9年（32年）に、元の六村に対して部名を改めるとともに姓を下賜したと伝えられているが、『三国史記』と『三国遺事』との間でも伝える内容が異なっており、姓の表記については高麗の前半期に整備されて付加されたとする見方もある（→井上訳注1980 p.54）。
| 元の村名       | 比定地（いずれも慶尚北道慶州市）                         | 『三国史記』に見える部・姓 | 『三国遺事』に見える部・姓     |
| -------------- | -------------------------------------------------------- | -------------------------- | ------------------------------ |
| 閼川・楊山村   | 塔里方面または川北面東川里方面                           | 梁部・李氏                 | 及梁部・李氏                   |
| 突山・高墟村   | 南山里〜皇南里または西岳里〜塔里方面                     | 沙梁部・崔氏               | 沙涿部・鄭氏                   |
| 觜山・珍支村   | 内東面普門里方面または内東面南部〜外東面                 | 本彼部・鄭氏               | 本彼部・崔氏                   |
| 茂山・大樹村   | 慶州面忠孝里方面または牟梁川流域                         | 漸梁部（牟梁部）・孫氏     | 漸梁部（漸涿部、牟涿部）・孫氏 |
| 金山・加利村   | 川北面東川里または内東面普門里、または川北面西部〜見谷面 | 漢祇部・裴氏               | 漢岐部（韓岐部）・裴氏         |
| 明活山・高耶村 | 見谷面または内東面南部・陽南面                           | 習比部・薛氏               | 習比部・薛氏                   |

## 政治機構

### 官位制度
『三国史記』新羅本紀によれば、建国の当初のころは「大輔」という官名が最高位のものとして確認されるが、第3代儒理尼師今の9年（32年）に、下表の17階級の官位（京位）が制定されたとする。枠外の官位としては、第23代法興王の18年（531年）に宰相に相当するものとして「上大等（上臣）」が設けられた。また、三国統一に功績のあった金庾信を遇するものとして、第29代武烈王（金春秋、キム・チュンチュ）の7年（660年：この年百済を滅ぼす）には伊伐飡（角干）の更に上に「大角干（大舒発翰）」、さらに武烈王の息子の第30代文武王（金法敏）の8年（668年：この年高句麗を滅ぼす）には「太大角干（太大舒発翰）」という位が設けられた。
新羅王が新たに即位すると、直ちに最高官位の上大等（古くは大輔、舒弗邯）が任命され、その王代を通じて権力の頂点にたつという例が多い。これは貴族連合政治体制の現れであると見られている。強力な王権が確立した三国統一の後にも上大等が任命されるという慣習は続いているが、真徳女王の代になって651年には国家機密を掌握する執事部が設けられ、その長官の中侍が上大等に代わって政治体制の要となった。
京位は首都金城に居住する六部のための身分体系でもあり、これに対して地方に移り住んだものに対しては外位という別途の身分体系を併せ持っていた。しかし百済・高句麗を滅ぼした後、両国の遺民を取り込み唐に対抗していくため、京位・外位の二本立ての身分制度を再編することに努めた。673年には百済から帰属してきた者のうち、百済の2等官の達率の場合には、金城に移住した者に対しては京位10等の大奈麻に当て、地方に留まった者には外位4等の貴干を当てた。翌674年には外位を廃止して、京位に一本化した。さらに唐との戦闘を終えて684年に報徳国を滅ぼして半島内の混乱を収拾した後、686年には高句麗人に対しても官位（京位）を授けた。このときには高句麗の3等官の主簿に対して京位7等の一吉飡を当てた。このようにして、百済・高句麗両国の官位体系の序列を格下げした形で新羅の身分体系に組み入れることによって、それまで三国独自に展開されていた身分体系が新羅の政治秩序のもとに一本化され、統一国家としての内実を整えることに成功したと考えられている。
| 骨品   | 外位           | 等級 | 京位   | 読み（日本語/韓国語）         | 別名と備考（※） |
| ------ | -------------- | ---- | ------ | ----------------------------- | --- |
| 真骨   |                | 1    | 伊伐飡 | いばつさん/イボルチャン       | 伊罰干（イボルガン）、于伐飡（ウボルチャン）、角干（カッカン）、角飡（カッチャン）、舒発翰（ソバルハン）、舒弗邯（ソブルハン） |
| 真骨   |                | 2    | 伊尺飡 | いしゃくさん/イチョッチャン   | 伊飡（イチャン） |
| 真骨   |                | 3    | 迊飡   | そうさん/チャプチャン         | 迊判（チャッパン）、蘇判（ソパン）                                                                                             |
| 真骨   |                | 4    | 波珍飡 | はちんさん/パジンチャン       | 海干（ヘガン）、破弥干（パミガン）                                                                                             |
| 真骨   |                | 5    | 大阿飡 | だいあさん/テアチャン         | ※大阿飡以上の官位は真骨だけが任じられ、他の宗族は任命されない。                                                                |
| 六頭品 |                | 6    | 阿飡   | あさん/アチャン               | 阿尺干（アチョッカン） ※重阿飡（チュンアチャン）から四重阿飡（サジュンアチャン）までの4階層が設けられた。                      |
| 六頭品 | 嶽干           | 7    | 一吉飡 | いつきつさん/イルギルチャン   | 乙吉干（ウルギルガン） |
| 六頭品 | 述干           | 8    | 沙飡   | ささん/サチャン               | 薩飡（チャルチャン）、沙咄干（サトゥルガン）                                                                                   |
| 六頭品 | 高干           | 9    | 級伐飡 | きゅうばつさん/クッポルチャン | 級飡（クプチャン）、及伏干（クッポッカン）                                                                                     |
| 五頭品 | 貴干           | 10   | 大奈麻 | だいなま/テナマ               | 大奈末（テナマル） ※重奈麻（チュンナマ）から九重奈麻（クジュンナマ）までの9階層が設けられた。                                  |
| 五頭品 | 選干           | 11   | 奈麻   | なま/ナマ                     | 奈末（ナマル） ※重奈麻（チュンナマ）から七重奈麻（チルチュンナマ）までの7階層が設けられた。                                    |
| 四頭品 | 上干           | 12   | 大舎   | だいしゃ/テサ                 | 韓舎（ハンサ） |
| 四頭品 | 干             | 13   | 舎知   | しゃち/サジ                   | 小舎（ソサ） |
| 四頭品 | 一伐           | 14   | 吉士   | きつし/キルサ                 | 稽知（ケジ）、吉次（キルチャ）                                                                                                 |
| 四頭品 | 一尺           | 15   | 大烏   | だいう/テオ                   | 大烏知（テオジ） |
| 四頭品 | 彼日（ピイル） | 16   | 小烏   | しょうう/ソオ                 | 小烏知（ソオジ） |
| 四頭品 | 阿尺           | 17   | 造位   | ぞうい/チョウィ               | 先沮知（ソンジョジ） |

## 地方行政区分

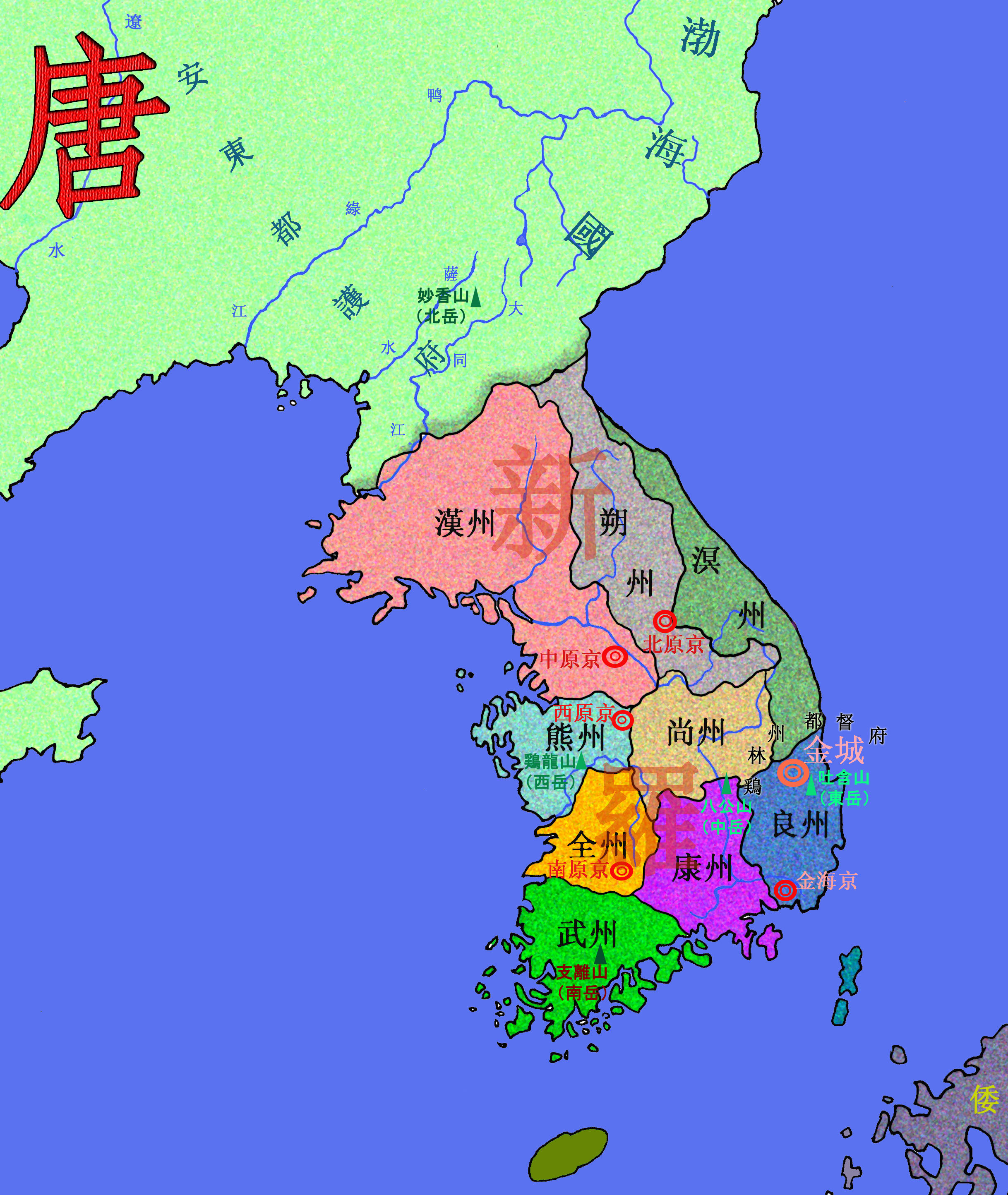
九州と五小京の位置

### 九州
6世紀以来、新羅は一定の領域に州を設けてその下に郡・村を置き、州には軍主を、村には道使を派遣し、さらに在地の有力者を村主に任命して地方を掌握しようとする、州郡制ともいうべき独自の地方統治を行っていた。三国統一を果たした7世紀後半からは村を県に改めて、州・郡・県とする支配方法（日本の国・郡・里制に相当）に切り替わっていった。州には都督、郡には郡太守、県には県令を中央から派遣し、さらに州・郡に対しては外司正という検察官を別途派遣する二重化を図った。第31代の神文王の687年には九州が完成し、州治が地方統治の拠点となるとともに、旧三国のそれぞれを三州とすることで、三国の統一を改めて印象付けることに成功したとみられている。
| 旧領   | 創設時点 | 創設時点             | 創設時点 | 九州完成時点（687年） | 九州完成時点（687年） | 景徳王による 改称（757年） | 備考・異称・移転（州治）                                                  |
| 旧領   | 州名     | 州治の現在地名       | 創設年   | 州名                  | 州治の現在地名        | 景徳王による 改称（757年） | 備考・異称・移転（州治）                                                  |
| ------ | -------- | -------------------- | -------- | --------------------- | --------------------- | -------------------------- | ------------------------------------------------------------------------- |
| 高句麗 | 悉直州   | 江原特別自治道三陟市 | 505年    | 河西州                | 江原特別自治道江陵市  | 溟州                       | 何瑟羅州                                                                  |
| 高句麗 | 新州     | 京畿道広州市         | 553年    | 漢山州                | 京畿道広州市          | 漢州                       | 南川州（利川市）                                                          |
| 高句麗 | 比列忽州 | 江原道安辺郡         | 556年    | 首若州                | 江原特別自治道春川市  | 朔州                       | 達忽州（高城郡）・牛首州                                                  |
| 百済   | 所夫里州 | 忠清南道扶余郡       | 671年    | 熊川州                | 忠清南道公州市        | 熊州                       | 686年に泗沘州を郡に、熊川郡を州とした。                                   |
| 百済   | 発羅州   | 全羅南道羅州市       | 671年?   | 武珍州                | 光州広域市            | 武州                       | 686年に発羅州を郡に、武珍郡を州とした。また、武珍の別名に「奴只」がある。 |
| 百済   | 完山州   | 全羅北道全州市       | 685年    | 完山州                | 全羅北道全州市        | 全州                       | 下州との混乱・誤記あり。                                                  |
| 新羅   | 上州     | 慶尚北道尚州市       | 525年    | 沙伐州                | 慶尚北道尚州市        | 尚州                       | 甘文州（金泉市）・一善州（亀尾市）                                        |
| 新羅   | 下州     | 慶尚南道昌寧郡       | 555年    | 歃良州                | 慶尚南道梁山市        | 良州                       | 比斯伐州・大耶州（陜川郡）・押督州（慶山市）                              |
| 新羅   | 居烈州   | 慶尚南道居昌郡       | 685年    | 菁州                  | 慶尚南道晋州市        | 康州                       | 685年、居烈州から菁州を分割設置。                                         |

### 五小京
新羅は一貫して首都を金城（慶州市）に保ち続けて遷都をしなかったが、領域の拡大に伴って王都が南東辺に偏りすぎていることが課題となっていた。軍政的側面の強い州郡制の整備と平行して、6世紀中頃よりかつての敵国の地に小京が副都として設けられた。小京に対しては中央から仕臣・仕大等が派遣されて地方行政支援の役割を担うとともに、王都金城の貴族や住民が移住させられて新羅文化の各地への普及が図られた。これら小京は685年に五小京として整い、九州の州治とあわせて地方統治の徹底がなされたと見られる。
| 設置時の小京名 （かっこ内は景徳王による改称） | 設置年次            | 元の地名               | 現在の地名           | 所属州 |
| --------------------------------------------- | ------------------- | ---------------------- | -------------------- | ------ |
| 国原小京（中原京）                            | 557年（真興王18年） | 高句麗:国原城          | 忠清北道忠州市       | 漢州   |
| 北原小京（北原京）                            | 678年（文武王18年） | 高句麗:平原城          | 江原特別自治道原州市 | 朔州   |
| 金官小京（金海京）                            | 680年（文武王20年） | 金官郡（金官伽耶国都） | 慶尚南道金海市       | 良州   |
| 西原小京（西原京）                            | 685年（神文王5年）  | 百済:娘臂城            | 忠清北道清州市       | 熊州   |
| 南原小京（南原小京）                          | 685年（神文王5年）  | 百済:古龍郡            | 全羅北道南原市       | 全州   |

## 交通
統一後に首都・金城に設けられた京都駅（都亭駅）を起点として五通と称される5つの主要街道が整備された。五通は北海通（北側）・塩池通（西側）・東海通（東側）・海南通（南西側）・北徭通（北西側）の5つとされているが、その具体的経路や最終目的地については議論がある。

## 文化
4世紀後半から6世紀前半にかけての慶州新羅古墳からは、金冠その他の金製品や西方系のガラス器など特異な文物が出土する。こうした6世紀前半以前の新羅出土のガラス器にローマ系統の技法のものが極端に多いことに注目して、ガラス工芸史の研究者の由水常雄は、新羅は北方の遊牧民経由でローマ帝国の文化を受け入れていた古代国家であるとする説を唱えた。この頃の新羅は中国文化よりも北方の遊牧騎馬民族（匈奴・鮮卑など）の影響が強かったことを示している。
梁の時代の中国で書かれた職貢図には、
とあり、当時の新羅には文字が無かったという。

## 仏教
『三国遺事』『三国史記』によると、仏教は胡人の僧侶の手により新羅と高句麗にもたらされた。新羅は528年、法興王14年に仏教を公認した。なお、仏教は高句麗へは372年（小獣林王2年）に伝来し、百済へは384年（枕流王元年）に伝来している。なお、日本へは538年（戊午年、宣化天皇3年）に伝来している。
新羅の僧侶には元暁（617年 - 686年）、義湘などがいる。
年表
- 576年（新羅真興王37）、安弘法師が南朝陳より胡僧の吡摩羅等と帰国する。
- 627年（新羅真興王49）、新羅僧慧超など3名インド入国する。
- 719〜727年、新羅僧慧超が南海経由で五天竺訪問長安に帰国する。

## 遺跡
- 迎日冷水碑 - 6世紀初頭の智証麻立干時代の碑石。
- 蔚珍鳳坪碑 - 6世紀初頭の法興王時代の碑石。
- 中原高句麗碑 - 高句麗の碑石。高句麗と新羅との関係を兄弟になぞらえながらも、高句麗を「大王」として新羅王を「東夷之寐錦」と位置づけている。
- 好太王碑 - 高句麗の碑石。
- 慶州の古墳群
- 赤城碑（せきじょうひ） - 忠清北道丹陽郡丹陽面にある石碑。新羅の伊史夫智らの高官名と官位、また真興王が赤城の民を慰撫したことが記録。
- 真興王拓境碑（以下の四つの碑石を指す。赤城碑を含めて5つとする場合もある）
  - 昌寧碑 - 慶尚南道昌寧郡にある。真興王23年（562年）の大伽耶（高霊加羅）討伐に先立ち、前年の561年の会盟を記念し建立された。
  - 北漢山新羅真興王巡狩碑
  - 黃草嶺碑 - 真興王29年（568年）に建立。
  - 磨雲嶺碑

## 補注
1. ↑  武田幸男「隋唐帝国と古代朝鮮」, 339-340頁
2. 1 2  朝鮮史研究入門 2011, p. 62
3. 1 2 3 4 5  田中 2008, p. 82
4. 1 2  『三国史記』「新羅本紀」第一, 井上訳, p. 3
5. 1 2  朝鮮史研究入門 2011, p. 63
6. 1 2 3  岡田 2001, pp. 130
7. 1 2 3  岡田 2001, pp. 132
8. ↑  李 2000, pp. 72-73
9. 1 2  李 2000, p. 73
10. 1 2 3 4 5 6  李 2000, p. 74
11. ↑  『三国史記』「新羅本紀」井上訳, p. 32, 訳注15
12. ↑  『三国史記』「新羅本紀」井上訳, p. 4
13. 1 2  『三国史記』「新羅本紀」井上訳, pp. 407-408
14. ↑  『三国史記』「新羅本紀」井上訳, p. 6
15. ↑  『三国史記』「新羅本紀」井上訳, pp. 15-17
16. ↑  『三国史記』「新羅本紀」井上訳, p. 18
17. ↑  井上 2010, p. ₋413
18. 1 2  早乙女 2000, p. 209
19. ↑  早乙女 2000, p. 211
20. ↑  山本 2018, p. 79
21. ↑  『三国史記』「新羅本紀」井上訳
22. 1 2  田中 1995, p. 30
23. ↑  熊谷 2008, pp. 44-48
24. ↑  木下、宮島 1993, pp. 193-236
25. 1 2 3 4  李 2000, p. 75
26. 1 2 3  森 2006, p. 86
27. 1 2 3  李 2000, p. 76
28. 1 2 3 4 5  武田 1997, p. 340
29. 1 2  武田 1997, p. 341
30. 1 2  武田 1997, p. 343
31. ↑  武田 1997, p. 342
32. ↑  武田 1997, p. 348
33. 1 2  李 2000, pp. 77-78
34. 1 2 3  李 2000, p. 78
35. 1 2 3  李 2000, p. 85
36. ↑  上田 2015, p. 185
37. ↑  李 1998, pp. 290-293
38. ↑  森 2006, p. 183
39. ↑  李 2000, p. 87
40. ↑  武田 1997, p. 363
41. 1 2  武田 1997, p. 364
42. ↑  武田 1997, p. 365
43. ↑  武田 1997, p. 370
44. 1 2 3 4 5  武田 1997, p. 368
45. ↑  武田 1997, p. 369
46. ↑  武田 1997, p. 371
47. ↑  森 2006, pp. 227-233
48. 1 2 3  武田 1997, p. 372
49. ↑  武田 1997, p. 373
50. 1 2 3 4 5  田中 1995, p. 39
51. 1 2 3  武田 1997, p. 375
52. ↑  武田 1997, p. 376
53. ↑  武田 1997, p. 377
54. 1 2 3  武田 1997, p. 380
55. 1 2  武田 1997, p. 381
56. 1 2 3 4  李 2000, p. 92
57. 1 2 3  武田 1997, p. 382
58. 1 2 3 4 5  李 2000, p. 93
59. 1 2 3 4 5  武田 1997, p. 383
60. ↑  李 2000, p. 100
61. 1 2 3  武田 1997, p. 401
62. ↑  武田 1997, p. 402
63. 1 2 3 4 5 6 7 8  李 2000, p. 101
64. 1 2  李 2000, p. 104
65. 1 2 3 4 5  田中 2008, p. 106
66. ↑  井上 1972, p. 222
67. ↑  井上 1972, p. 223
68. ↑  井上 1972, pp. 223-224
69. 1 2  田中 2008, p. 107
70. 1 2  井上 1972, p. 229
71. 1 2  井上 1972, p. 230
72. 1 2  井上 1972, pp. 229-231
73. 1 2  田中 2008, p. 108
74. ↑  王家の祖廟を五廟としたことについては『礼記』王制篇「天子七廟諸侯五廟」に基づく。
75. ↑  『旧唐書』211・新羅伝・貞元元年其年条
76. ↑  『日本後紀』巻十二 延暦二十三年九月己丑条
77. ↑  井上秀雄1972 p.236.
78. ↑  『日本後紀』巻二十五（逸文）嵯峨天皇・弘仁七年（816年）冬十月:「甲辰。大宰府言、新羅人清石珍等一百八十人帰化。」
同八年（817年）:「二月乙巳。大宰府言、新羅人金男昌等卌三人帰化。」
79. ↑  井上秀雄1972 p.238.
80. ↑  『三国史記』巻三十三・雑志二・色服条
81. ↑  『三国遺事』王暦では、839年1月22日に死去したとしている。
82. ↑  井上訳注1980 p.385 注13
83. ↑  →井上訳注 p.386 注24、p.387 注29
84. ↑  辰韓、耆老自言秦之亡人、避苦役、適韓國、馬韓割其東界地與之。其名國為邦、弓為弧、賊為寇、行酒為行觴、相呼為徒、有似秦語、故或名之為秦韓。（辰韓、古老は秦の逃亡者で、苦役を避けて韓国に往き、馬韓は東界の地を彼らに割譲したのだと自称する。そこでは国を邦、弓を弧、賊を寇、行酒を行觴（酒杯を廻すこと）と称し、互いを徒と呼び、秦語に相似している故に、これを秦韓とも呼んでいる。）
85. ↑  宮脇淳子『世界史のなかの満洲帝国』PHP研究所〈PHP新書 387〉、2006年2月。ISBN 978-4569648804。
86. ↑  主簿は厳密には高句麗の3等官という序列ではないが、主簿に続けて高句麗官位と新羅官位の対比を記した『三国史記』職官志下の記述から、3等官に相当すると見られている（→武田編著2000 pp.94-95）。あわせて高句麗#官制を参照。
87. ↑  ハングル表記はko:신라의 관직を参照。
88. ↑  「飡」の文字について、書籍では「飡（にすいに食）」とするものが多いが、朝鮮の金石文では「湌（さんずいに食）」とするものが多い。（→井上訳注1980、p.35）『三国史記』の底本については、奎章閣韓國學研究院の影印本が「飡（にすい）」とし、慶州重刊本（1512年）を1931年に影印とした古典刊行会本（学習院東洋文化研究所の学東叢書本）が「湌（さんずい）」としている。
89. ↑  『三国史記』35・地理志・溟州条には、溟州はもとは高句麗の河西良であり、分注には何瑟羅とある。新羅本紀や異斯夫伝の本文には何瑟羅州の名で現れる。
90. ↑  元の比列忽州、後の朔州に相当する州の687年時点の名称について、井上1972は牛首州とするが武田2000により首若州とする。なお、『三国史記』35・地理志・朔州条では朔州の由来を、本文は善徳女王6年（637年）に設置した牛首州とし、分注は文武王13年（673年）に設置した首若州とする。同書・新羅本紀では、善徳女王・文武王の本紀記事には州の改称についての直接的な記事は見られず、景徳王の本紀における地名改称記事（景徳王16年（757年）12月条）では、首若州を朔州としたとしている。また、牛首州の別名として「烏根乃」の記述がある。
91. 1 2  『三国史記』新羅本紀・神文王6年2月条
92. ↑  百済故地に対する所夫里州の設置とほぼ同年のことと考えられている。（→井上1972）
93. ↑  『三国史記』36・地理志・全州条は、完山州の設置を真興王16年（555年）とし、同26年（565年）にいったん廃止、神文王5年（685年）に再設置したとするが、対応する真興王本紀の記事には州治を比斯伐（慶尚南道昌寧郡）としていたり、6世紀中頃には全羅道は未だ百済の支配下にあるために、は下州の誤りであると考えられている。（→井上1980）
94. ↑  菁州は神文王5年に既存の州から分割設置されたことについて、『三国史記』新羅本紀・神文王紀では「居烈州」からの分割とし、同・地理志・康州条には、「居陁州」からの分割とする。
95. ↑  景徳王によって改めて南原小京と改称されたわけではない。他の小京は『三国史記』地理志の各条に改称記事が見られるが、南原小京のみ改称の記事が見られない。
96. ↑  田中俊明「朝鮮三国の交通制度と道路」館野和己・出田和久 編『日本古代の交通・流通・情報　1　制度と実態』（吉川弘文館、2016年） ISBN 978-4-642-01728-2 P294-302
97. ↑  由水2001
98. ↑  鈴木靖民「遣唐使研究と東アジア史論」専修大学東アジア世界史研究センター年報第4号2010年3月、61頁
99. ↑  詳細は、日本の仏教、仏教公伝を参照

### 註釈
1. ↑  『三国史記』が新羅の建国年を紀元前57年としたのは次の論理によると見られる。まず、『漢書』等の記録によれば紀元前108年に、漢の武帝が朝鮮半島に漢四郡を設置し、昭帝が紀元前82年に朝鮮半島南部の真番郡を廃止した[7]。その後最初におとずれる甲子の年（六十干支の最初の年）が紀元前57年となる[7]。それ以前に設定した場合、朝鮮半島の大部分に前漢の郡が設置されていたという記録と衝突してしまうため、これより遡って建国年を設定できなかった。つまり、金富軾は可能な限り古い時代に新羅の建国年を置こうとしたが、紀元前57年がテクニカルな限界であった[7]。
2. ↑  中原高句麗碑は、高句麗の新羅に対する優越、新羅が高句麗を宗主として仰ぎ臣従したこと、高句麗が新羅の領内で役夫あるいは軍夫を徴発し組織していたこと、そして朝鮮半島中南部にある現在の忠州市に軍を駐屯させていたことなどを伝える。しかし、年次部分が摩滅により判読に支障をきたしていること、また干支表記であるため60年の間隔を置いて同一の年次表記が行われることなどから碑文が作成された年代には諸説ある。5世紀後半説を取る学者が多いが、5世紀前半とする学者もいる。この問題については木下礼仁と宮島一彦が連名の論文にて詳細なまとめを行っている[24]。
3. ↑  『日本書紀』にはこれ以前の倭国と高句麗の交渉についての記述があるものの確証が得られるものではなく、この570年の高句麗からの遣使が高句麗と倭国の確実な外交関係形成の最初の物であるという点で多くの論者が一致している[36][37][38]。詳細は高句麗を参照。
4. ↑  768年7月に一吉飡（7等官）大恭・阿飡（6等官）大廉の兄弟が反乱を起こした。王都を33日間包囲するが、王の軍隊が平定した[70]。770年8月には 大阿飡（5等官）の金融の反乱があった。金融は金庾信の後裔である[70]。775年6月、伊飡の金隠居の反乱が発生した。元侍中の金隠居は金融の反乱の後に退官しており、後に反乱を起こした[71]。775年8月、伊飡の廉相、侍中（現職）の正門が反乱を企てたことが発覚して誅滅された[71]。
5. ↑  井上秀雄はこうした恵恭王時代の混乱を律令制を推進する律令官人を中心とした派閥と、律令の実施による既得権の損失に反発する旧貴族派の争いとして捉えた[72]。ただし、李成市や田中俊明などはより新しい概説を書くにあたって、恵恭王代以降の内乱を同様の枠組みで説明してはいない[63][73]。いずれにせよ、恵恭王の殺害と宣徳王の即位は武烈王以来続いていた王統が途絶えたことを意味するとともに新羅史上初の王位簒奪であり、新羅史の一つの画期をなすと評される[73]。